# Troglofile

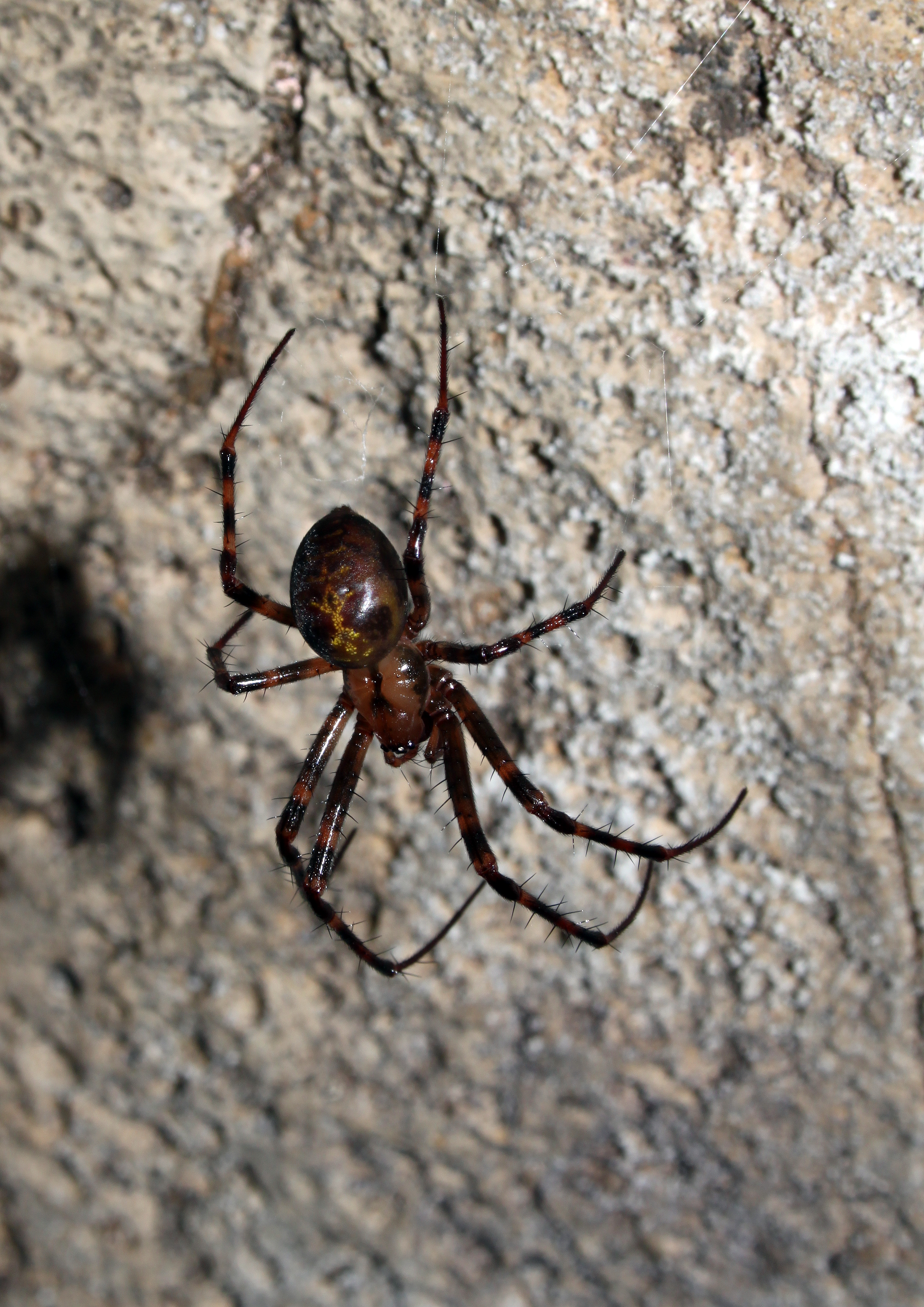
Sieciarz jaskiniowy

Troglofile, speleofile – gatunki organizmów stanowiące stały składnik bioty jaskiń i podobnych schronień podziemnych (np. sztolni i bunkrów), ale występujące też poza nimi, zwłaszcza w zacienionych i wilgotnych siedliskach np. w glebie, pod kamieniami i drewnem czy w szczelinach skalnych. Zaliczane są one do speleofauny w przypadku zwierząt i speleoflory w przypadku roślin i grzybów. Szczególnym przypadkiem troglofili są stygofile, czyli organizmy zasiedlające wody podziemne (stygal).